# Escalerosia thoracica
Escalerosia thoracica là một loài bọ cánh cứng trong họ Aderidae. Loài này được Baguena miêu tả khoa học năm 1962.